# CONCACAF-kampioenschap voetbal onder 21 - 1998
Het CONCACAF-kampioenschap voetbal onder 20 van 1998 staat ook wel bekend als het Kwalificatietoernooi wereldkampioenschap voetbal onder 20 van 1999. Acht landen namen deel aan dit toernooi dat van 5 augustus tot en met 10 oktober 1998 werd gespeeld. De acht landen werden verdeeld over 2 groepen, waarvan de nummers 1 en 2 zich kwalificeren voor het hoofdtoernooi. De wedstrijden van groep A werden gespeeld in Guatemala en de wedstrijden van groep B in Trinidad en Tobago.
Voorafgaand aan dit toernooi werd in de twee subregio's (Caraïben/CFU en Centraal-Amerika/UNCAF) een kwalificatietoernooi gespeeld. De vier beste landen van dit toernooi plaatsen zich voor het wereldkampioenschap voetbal onder 20 van 1999, dat zijn Mexico, Honduras, Verenigde Staten en Costa Rica.

## Kwalificatie

### NAFU
De Noord-Amerikaanse landen waren automatisch gekwalificeerd.
 Canada
 Verenigde Staten
 Mexico

### UNCAF
Eerste ronde
| Team 1   | Totaal | Team 2      | Wedstrijd 1 | Wedstrijd 2 |
| -------- | ------ | ----------- | ----------- | ----------- |
| Panama   | 5–4    | El Salvador | 3–2         | 1–3         |
| Honduras | X      | Nicaragua   | X           | X           |

Tweede ronde
| Team 1     | Totaal | Team 2 | Wedstrijd 1 | Wedstrijd 2 |
| ---------- | ------ | ------ | ----------- | ----------- |
| Costa Rica | X      | Belize | X           | X           |
| Honduras   | 3–2    | Panama | 2–1         | 1–1         |

### CFU
Eerste ronde
| Team 1               | Totaal | Team 2                         | Wedstrijd 1 | Wedstrijd 2 |
| -------------------- | ------ | ------------------------------ | ----------- | ----------- |
| Anguilla             | 0–12   | Grenada                        | 0–7         | 0–5         |
| Barbados             | 3–2    | Saint Vincent en de Grenadines | 1–1         | 2–0         |
| Kaaimaneilanden      | 0–1    | Bermuda                        | 0–0         | 0–1         |
| Nederlandse Antillen | ?      | Dominica                       | ?           | ?           |

Tweede ronde
| Team 1               | Totaal | Team 2 | Wedstrijd 1 | Wedstrijd 2 |
| -------------------- | ------ | ------ | ----------- | ----------- |
| Nederlandse Antillen | 1–3    | Guyana | 0–2         | 1–1         |

Derde ronde
| Team 1  | Totaal | Team 2      | Wedstrijd 1 | Wedstrijd 2 |
| ------- | ------ | ----------- | ----------- | ----------- |
| Grenada | 6–2    | Puerto Rico | 4–1         | 2–1         |
| Guyana  | X      | Aruba       | X           | X           |

| Datum            | Team 1   | Totaal | Team 2   |
| ---------------- | -------- | ------ | -------- |
| Poulewedstrijden |          |        |          |
| 3 augustus       | Jamaica  | 6–2    | Barbados |
| 5 augustus       | Barbados | 5–1    | Bermuda  |
| 7 augustus       | Jamaica  | 6–0    | Bermuda  |

| Pos. | Land     | Ptn. |
| ---- | -------- | ---- |
| 1    | Jamaica  | 6    |
| 2    | Barbados | 3    |
| 3    | Bermuda  | 0    |

Finale
| Pos. | Land               | GW | W | G | V | DV | DT | +/− | Ptn. |
| ---- | ------------------ | -- | - | - | - | -- | -- | --- | ---- |
| 1    | Jamaica            | 3  | 3 | 0 | 0 | 21 | 1  | +20 | 9    |
| 2    | Grenada            | 3  | 2 | 0 | 1 | 4  | 6  | –2  | 6    |
| 3    | Guyana             | 3  | 1 | 0 | 2 | 3  | 9  | –6  | 3    |
| 4    | Antigua en Barbuda | 3  | 0 | 0 | 3 | 1  | 13 | –12 | 0    |

## Groepsfase
Legenda

### Groep A
| Pos. | Land      | GW | W | G | V | DV | DT | +/− | Ptn. |
| ---- | --------- | -- | - | - | - | -- | -- | --- | ---- |
| 1    | Mexico    | 3  | 3 | 0 | 0 | 9  | 2  | +7  | 9    |
| 2    | Honduras  | 3  | 2 | 0 | 1 | 7  | 4  | +3  | 6    |
| 3    | Guatemala | 3  | 1 | 0 | 2 | 3  | 5  | –2  | 3    |
| 4    | Jamaica   | 3  | 0 | 0 | 3 | 4  | 12 | –8  | 0    |

|                |        |     |         |           |
| 6 oktober 1998 | Mexico | 5–2 | Jamaica | Guatemala |
| 6 oktober 1998 |        |     |         | Guatemala |

|                |           |     |          |           |
| 6 oktober 1998 | Guatemala | 1–2 | Honduras | Guatemala |
| 6 oktober 1998 |           |     |          | Guatemala |

|                |        |     |          |           |
| 8 oktober 1998 | Mexico | 2–0 | Honduras | Guatemala |
| 8 oktober 1998 |        |     |          | Guatemala |

|                |           |     |         |           |
| 8 oktober 1998 | Guatemala | 2–1 | Jamaica | Guatemala |
| 8 oktober 1998 |           |     |         | Guatemala |

|                 |           |     |        |           |
| 10 oktober 1998 | Guatemala | 0–2 | Mexico | Guatemala |
| 10 oktober 1998 |           |     |        | Guatemala |

|                 |          |     |         |           |
| 10 oktober 1998 | Honduras | 5–1 | Jamaica | Guatemala |
| 10 oktober 1998 |          |     |         | Guatemala |

### Groep B
| Pos. | Land               | GW | W | G | V | DV | DT | +/− | Ptn. |
| ---- | ------------------ | -- | - | - | - | -- | -- | --- | ---- |
| 1    | Verenigde Staten   | 3  | 2 | 1 | 0 | 12 | 3  | +9  | 7    |
| 2    | Costa Rica         | 3  | 2 | 1 | 0 | 6  | 1  | +5  | 7    |
| 3    | Canada             | 3  | 1 | 0 | 2 | 4  | 7  | –3  | 3    |
| 4    | Trinidad en Tobago | 3  | 0 | 0 | 3 | 2  | 13 | –11 | 0    |

|                |                  |     |            |                                   |
| 5 oktober 1998 | Verenigde Staten | 1–1 | Costa Rica | Port of Spain, Trinidad en Tobago |
| 5 oktober 1998 |                  |     |            | Port of Spain, Trinidad en Tobago |

|                |                    |     |        |                                   |
| 5 oktober 1998 | Trinidad en Tobago | 1–3 | Canada | Port of Spain, Trinidad en Tobago |
| 5 oktober 1998 |                    |     |        | Port of Spain, Trinidad en Tobago |

|                |                  |     |        |                                   |
| 7 oktober 1998 | Verenigde Staten | 5–1 | Canada | Port of Spain, Trinidad en Tobago |
| 7 oktober 1998 |                  |     |        | Port of Spain, Trinidad en Tobago |

|                |                    |     |            |                                   |
| 7 oktober 1998 | Trinidad en Tobago | 0–4 | Costa Rica | Port of Spain, Trinidad en Tobago |
| 7 oktober 1998 |                    |     |            | Port of Spain, Trinidad en Tobago |

|                |                  |     |                    |                                   |
| 9 oktober 1998 | Verenigde Staten | 6–1 | Trinidad en Tobago | Port of Spain, Trinidad en Tobago |
| 9 oktober 1998 |                  |     |                    | Port of Spain, Trinidad en Tobago |

|                |            |     |        |                                   |
| 9 oktober 1998 | Costa Rica | 1–0 | Canada | Port of Spain, Trinidad en Tobago |
| 9 oktober 1998 |            |     |        | Port of Spain, Trinidad en Tobago |

1962 · 1964 · 1970 · 1973 · 1974 · 1976 · 1978 · 1980 · 1982 · 1984 · 1986 · 1988 · 1990 · 1992 · 1994 · 1996 · 1998 · 2001 · 2003 · 2005 · 2007 · 2009 · 2011 · 2013 · 2015 · 2017 · 2018 · 2022

Jeugdtoernooi CONCACAF mannen: onder 17 · onder 15

Jeugdtoernooi CONCACAF vrouwen: onder 20 · onder 17 · onder 15